# Dans la salle à manger
Dans la salle à manger (Nederlands: In de eetkamer) is een schilderij van de Franse impressionistische kunstschilderes Berthe Morisot, olieverf op doek, 61,3 x 50 centimeter groot, gemaakt in 1886. Het toont een jonge vrouw centraal gepositioneerd in de huiselijke omgeving van een eetkamer. Het schilderij bevindt zich in de collectie van de National Gallery of Art te Washington D.C. en waar het bekendstaat als In the Dining Room.

## Context
Morisot werd als vrouw altijd zeer gewaardeerd in de wereld van impressionisten. Waar haar overwegend mannelijke collega's echter meestal het moderne stadsleven tot thema namen, straten en cafés introkken, parken en bruggen schilderden, koos zij echter, net als bijvoorbeeld Mary Cassatt, veelal voor huiselijke onderwerpen, binnenshuis. Vaak koos ze ook bekenden en familieleden als model. Het paste bij haar rol als vrouw in de toenmalige maatschappij, hoe vooruitstrevend en geëmancipeerd Morisot verder ook was.

## Afbeelding
Dans la salle à manger toont een centraal gepositioneerde jonge vrouw, gekleed in een zwarte rok op enkellengte en een kort grijsblauw jasje. Om haar middel heeft ze een witte schort gebonden, die haar huiselijke rol accentueert, klaarblijkelijk als dienstmeisje. Haar handen zijn ergens mee bezig, maar met wat is niet goed duidelijk. Links staat een rommelige vitrinekast met glaswerk en porselein, rechts een tafel met fruit, als een klein stilleven. Rechtsonder keft een hondje. De wand op de achtergrond is weergegeven in blauwe, roze, paarse en bruine tinten, de raam rechts in transparante witte groene, gele en grijze stroken. Door het venster zien we huizen met felrode daken. De veelkleurigheid van het werk is weergegeven in haastige, wilde stroken die letterlijk alle kanten op schieten en op diverse plekken een schijn van wazigheid achterlaten. Typisch impressionistisch is het verwaarlozen van het perspectief.
De streperige uitwerking geeft het werk een schijn van beweging, onrust en complexiteit. Het knappe van Morisot is echter dat ze via de keuze en uitwerking van het huiselijke thema tegelijkertijd een zekere rust in het werk weet te brengen. De jonge vrouw kijkt de toeschouwer ontspannen aan, nauwelijks poserend. Haar rol als dienster wordt geenszins benadrukt, bijna integendeel. Ze komt vriendelijk, charmant en hartelijk over en het lijkt alsof ze de kijker welkom heet. Daarenboven roept Morisot een bepaalde nieuwsgierigheid op naar wie de vrouw op het schilderij nu werkelijk is. Ze intrigeert, waarbij Morisot haar wilde, borstelige stijl, kenmerkend voor haar latere periode, bewust inzet om de emotionele lading ervan te versterken.

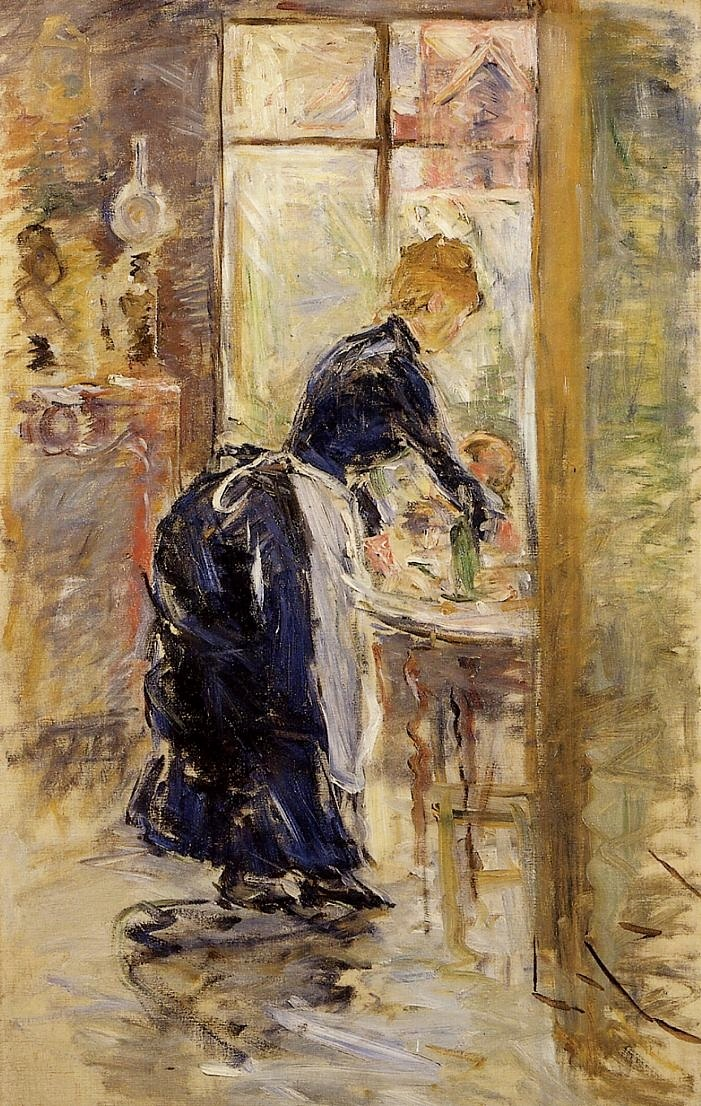
La petite servante, 1886

## La petite servante
In dezelfde periode dat Dans la salle à manger maakte Morisot nog een vergelijkbaar werk, in dezelfde kamer en waarschijnlijk met hetzelfde model. Ze titelde het La petite servante (De kleine dienstmeid). De positionering van de figuur in de ruimte is hier net iets anders, waardoor hier en daar een andere kijk ontstaat op een aantal objecten. Zo is te zien dat de ronde bol links van het raam niet hangt, maar een staand object is. Rechtsvoor is een deel van de scheidingswand zichtbaar, die de eetkamer afscheidt van de ruimte waarin de schilderes heeft plaatsgenomen. Het feit dat Morisot in La petite servante haar model duidelijk weergeeft als dienstmeisje, wil niet zonder meer zeggen dat ze haar in Dans la salle à manger ook als zodanig heeft willen weergeven. Morisot gebruikte vaker bekenden en familieleden als model in hoedanigheden die niet overeenstemden met hun werkelijke positie, bijvoorbeeld als moeder, terwijl ze dat niet waren.

## Ontvangst en historie
Morisot exposeerde Dans la salle à manger op de achtste en laatste grote impressionistententoonstelling in 1886. Critici becommentarieerden vooral haar wilde, streperige werkwijze, die eerder in haar werk nog nooit zo nadrukkelijk te zien was geweest. Recensies waren zowel positief als negatief. Sommigen noemden het "onaf", de criticus Jules-Antoine Castagnary daarentegen schreef naar aanleiding van het schilderij dat Morisot een buitengewoon artistiek gevoel had "tot in de toppen van haar vingers".
Dans la salle à manger bevond zich in het begin van de 20e eeuw in de verzameling van Franse kunstverzamelaar Eugène Blot (1883-1976). Later werd het verworven door Amerikaanse kunstverzamelaars, onder wie de steenrijke bankier Chester Dale (1883-1962), uit wiens nalatenschap het in 1963 terechtkwam in de National Gallery of Art.